# Beytullah Kayışdağ
Beytullah Kayışdağ (ur. 1 stycznia 1999) – turecki zapaśnik walczący w stylu klasycznym. Zajął piąte miejsce na mistrzostwach Europy w 2024. Brązowy medalista igrzysk solidarności islamskiej w 2021. Trzeci na MŚ i ME juniorów w 2019 roku.